# Antonio Cipriani
Antonio Cipriani (ur. 14 marca 1971 r.) – włoski bokser kategorii junior muszej.

## Kariera amatorska
Cipriani reprezentował Włochy w kategorii (48 kg.) na mistrzostwach świata w Berlinie. Włoch zakończył rywalizację na 1/8 finału, gdzie przegrał z Hamidem Berhilim. W 1/16 finału pokonał reprezentanta RPA Masibulelę Makepulę. Cipriani dwukrotnie był wicemistrzem turnieju "Trofeo Italia" w roku 1994 i 1995, w kategorii do 48 kg.
Cipriani był także mistrzem Włoch w roku 1993 oraz wicemistrzem w 1996.

## Kariera zawodowa
Cipriani zawodowcem został w roku 1997. Kariera Włocha trwała niecałe 2. lata, do 1999 r. Na zawodowym ringu stoczył dziewięć pojedynków, z czego wygrał tylko cztery.